# Казе Лаго (Форли-Чезена)
Казе Лаго (итал. Case Lago) је насеље у Италији у округу Форли-Чезена, региону Емилија-Ромања.
Према процени из 2011. у насељу је живело 115 становника. Насеље се налази на надморској висини од 25 м.